# Hydropogon fontinaloides
Hydropogon fontinaloides är en bladmossart som beskrevs av Bridel 1827. Hydropogon fontinaloides ingår i släktet Hydropogon och familjen Hydropogonaceae. Inga underarter finns listade i Catalogue of Life.